# Torneo di Wimbledon 2015 - Qualificazioni doppio femminile
Le qualificazioni del doppio femminile del Torneo di Wimbledon 2015 sono state un torneo di tennis preliminare per accedere alla fase finale della manifestazione. I vincitori dell'ultimo turno sono entrati di diritto nel tabellone principale. In caso di ritiro di uno o più giocatori aventi diritto a questi sono subentrati i lucky loser, ossia i giocatori che hanno perso nell'ultimo turno ma che avevano una classifica più alta rispetto agli altri partecipanti che avevano comunque perso nel turno finale.

## Teste di serie
1. Oksana Kalašnikova /  Laura Siegemund (primo turno)
2. Johanna Larsson /  Petra Martić (qualificate)
3. Chan Chin-wei /  Nicole Melichar (ultimo turno)
4. Magda Linette /  Mandy Minella (qualificate)

1. Han Xinyun /  Junri Namigata (primo turno)
2. Wang Yafan /  Zhang Kailin (qualificate)
3. Barbora Krejčíková /  Shahar Peer (primo turno)
4. Julija Bejhel'zymer /  Anna Tatišvili (primo turno)

## Qualificati
1. Elizaveta Kuličkova /  Evgenija Rodina
2. Johanna Larsson /  Petra Martić

1. Wang Yafan /  Zhang Kailin
2. Magda Linette /  Mandy Minella

## Tabellone qualificazioni

### Legenda
| - Q = Qualificato - WC = Wild card - LL = Lucky loser | - ALT = Alternate - SE = Special Exempt - PR = Protected Ranking | - w/o = Walkover - r = Ritirato - d = Squalificato |

### Sezione 1
|  | Primo turno | Primo turno                         | Primo turno | Primo turno | Primo turno |  |  | Ultimo turno                        | Ultimo turno                        | Ultimo turno | Ultimo turno | Ultimo turno |  |
|  |             |                                     |             |             |             |  |  |                                     |                                     |              |              |              |  |
|  | 1           | Oksana Kalašnikova Laura Siegemund  | 3           | 6           | 2           |  |  |                                     |                                     |              |              |              |  |
|  |             | Misaki Doi Stephanie Vogt           | 6           | 1           | 6           |  |  | Misaki Doi Stephanie Vogt           | Misaki Doi Stephanie Vogt           | 6            | 3            | 5            |  |
|  |             | Elizaveta Kuličkova Evgenija Rodina | 6           | 4           | 6           |  |  | Elizaveta Kuličkova Evgenija Rodina | Elizaveta Kuličkova Evgenija Rodina | 4            | 6            | 7            |  |
|  | 5           | Han Xinyun Junri Namigata           | 4           | 6           | 3           |  |  |                                     |                                     |              |              |              |  |

### Sezione 2
|  | Primo turno | Primo turno                        | Primo turno                        | Primo turno | Primo turno |  |  | Ultimo turno | Ultimo turno                   | Ultimo turno                   | Ultimo turno | Ultimo turno |  |
|  |             |                                    |                                    |             |             |  |  |              |                                |                                |              |              |  |
|  | 2           | Johanna Larsson Petra Martić       | 5                                  | 6           | 6           |  |  |              |                                |                                |              |              |  |
|  | WC          | Tara Moore Nicola Slater           | 7                                  | 4           | 2           |  |  | 2            | Johanna Larsson Petra Martić   | Johanna Larsson Petra Martić   | 6            | 6            |  |
|  |             | Annika Beck Anna-Lena Friedsam     | Annika Beck Anna-Lena Friedsam     | 6           | 6           |  |  |              | Annika Beck Anna-Lena Friedsam | Annika Beck Anna-Lena Friedsam | 4            | 2            |  |
|  | 8           | Julija Bejhel'zymer Anna Tatišvili | Julija Bejhel'zymer Anna Tatišvili | 3           | 3           |  |  |              |                                |                                |              |              |  |

### Sezione 3
|  | Primo turno | Primo turno                   | Primo turno                   | Primo turno | Primo turno |  |  | Ultimo turno | Ultimo turno                  | Ultimo turno                  | Ultimo turno | Ultimo turno |  |
|  |             |                               |                               |             |             |  |  |              |                               |                               |              |              |  |
|  | 3           | Chan Chin-wei Nicole Melichar | Chan Chin-wei Nicole Melichar | 6           | 6           |  |  |              |                               |                               |              |              |  |
|  |             | Danka Kovinić Teliana Pereira | Danka Kovinić Teliana Pereira | 4           | 1           |  |  | 3            | Chan Chin-wei Nicole Melichar | Chan Chin-wei Nicole Melichar | 5            | 3            |  |
|  |             | Nicole Gibbs Eva Hrdinová     | 4                             | 6           | 4           |  |  | 6            | Wang Yafan Zhang Kailin       | Wang Yafan Zhang Kailin       | 7            | 6            |  |
|  | 6           | Wang Yafan Zhang Kailin       | 6                             | 1           | 6           |  |  |              |                               |                               |              |              |  |

### Sezione 4
|  | Primo turno | Primo turno                    | Primo turno                    | Primo turno | Primo turno |  |  | Ultimo turno | Ultimo turno                  | Ultimo turno | Ultimo turno | Ultimo turno |  |
|  |             |                                |                                |             |             |  |  |              |                               |              |              |              |  |
|  | 4           | Magda Linette Mandy Minella    | Magda Linette Mandy Minella    | 6           | 6           |  |  |              |                               |              |              |              |  |
|  | WC          | Harriet Dart Katy Dunne        | Harriet Dart Katy Dunne        | 1           | 3           |  |  | 4            | Magda Linette Mandy Minella   | 2            | 6            | 7            |  |
|  |             | Jana Čepelová Stefanie Vögele  | Jana Čepelová Stefanie Vögele  | 6           | 6           |  |  |              | Jana Čepelová Stefanie Vögele | 6            | 2            | 5            |  |
|  | 7           | Barbora Krejčíková Shahar Peer | Barbora Krejčíková Shahar Peer | 2           | 3           |  |  |              |                               |              |              |              |  |